# Infinite (Stratovarius-album)
Az Infinite a Stratovarius nevű finn power metal együttes 8. nagylemeze.
2000-ben került a piacra, a rajta található dalokat Timo Tolkki szerezte, kivéve a "Glory of the World" és a "Keep The Flame" c. számokat, amelyeket a billentyűs svéd Jens Johansson írt.
Az eredeti cím Infinity lett volna, ám ezt a kiadás előtt megváltoztatták. A Visions és a Destiny után az Infinite lett zsinórban a harmadik aranylemeze a Stratonak Finnországban.

## A lemez tartalma
- 1. Hunting High and Low – 4:08
- 2. Millennium – 4:09
- 3. Mother Gaia – 8:18
- 4. Phoenix – 6:13
- 5. Glory of the World – 4:53
- 6. A Million Light Years Away – 5:19
- 7. Freedom – 5:03
- 8. Infinity – 9:21
- 9. Celestial Dream – 2:29

### Bónusz számok
- It's a Mystery – 2:29
- Why Are We Here – 2:29
- Keep The Flame (csak Franciaországban) – 5:13

## A zenekar felállása
- Timo Tolkki (gitár, háttérének)
- Timo Kotipelto (ének)
- Jari Kainulainen (basszusgitár)
- Jens Johansson (billentyűsök)
- Jörg Michael (dobok)